# Irena Pavlović
Irena Pavlović (Belgrado, 28 settembre 1988) è un'ex tennista francese di origini serbe.

## Biografia
Irena Pavlović è nata a Belgrado da Dragan e Mirjana. Suo fratello, Filip, è un giocatore di pallacanestro. Irena ha iniziato a giocare a tennis all'età di quattro anni, e ammira particolarmente Monica Seles.
La Pavlović parla francese, serbo e inglese.
Gli ultimi ad allenarla sono stati Christophe Serriere e Danyel Ristic, mentre precedentemente era stata seguita da Patrick Mouratoglou, ex allenatore di Serena Williams e attuale allenatore di Simona Halep e Stefanos Tsitsipas.

## Carriera
Irena Pavlović ha vinto in totale diciotto titoli ITF rispettivamente quattro in singolare e quattordici in doppio.
Nei tornei del Grande Slam ha raggiunto il secondo turno agli Open di Francia 2012 e il primo turno all'Australian Open 2012.

## Statistiche

### Statistiche ITF

#### Singolare

##### Vittorie (4)
| Torneo 100 000 $ (0) |
| Torneo 75 000 $ (0)  |
| Torneo 50 000 $ (0)  |
| Torneo 25 000 $ (2)  |
| Torneo 15 000 $ (0)  |
| Torneo 10 000 $ (2)  |

| N. | Data             | Torneo                                   | Superficie  | Avversaria in finale   | Punteggio     |
| 1. | 23 luglio 2006   | AEGON Pro Series Frinton, Frinton        | Erba        | Georgie Stoop          | 6-2, 6–4      |
| 2. | 13 agosto 2006   | AEGON Pro Series Wrexham, Wrexham        | Cemento     | Jane O'Donoghue        | 6–3, 6-7, 7-6 |
| 3. | 18 novembre 2007 | ITF Women's Circuit Nuriootpa, Nuriootpa | Cemento     | Monique Adamczak       | 6–2, 5-7, 6-4 |
| 4. | 7 luglio 2013    | Thermphos Challenger Zeeland, Middleburg | Terra rossa | Angelique van der Meet | 6–3, 6–4      |

##### Finali perse (10)
| Torneo 100 000 $ (0) |
| Torneo 75 000 $ (0)  |
| Torneo 50 000 $ (1)  |
| Torneo 25 000 $ (6)  |
| Torneo 15 000 $ (0)  |
| Torneo 10 000 $ (3)  |

| N.  | Data              | Torneo                                        | Superficie  | Avversaria in finale | Punteggio     |
| 1.  | 22 gennaio 2006   | AEGON Pro Series Tipton, Tipton               | Cemento (i) | Virginie Pichet      | 4-6, 1-6      |
| 2.  | 29 gennaio 2006   | ITF Women's Circuit Hull, Hull                | Cemento (i) | Melanie South        | 4-6, 1–6      |
| 3.  | 15 ottobre 2006   | The Jersey International, Jersey              | Cemento (i) | Angelique Kerber     | 0-6, 2–6      |
| 4.  | 25 febbraio 2007  | Portimao Tivoli Ladies Open, Portimão         | Cemento     | Neuza Silva          | 6(2)–7, 4-6   |
| 5.  | 6 dicembre 2009   | William Loud Bendigo International, Bendigo   | Cemento     | Alicia Molik         | 3–6, 4–6      |
| 6.  | 18 aprile 2010    | ITF Gimhae Women's Challeneger Tennis, Gimhae | Cemento     | Chan Yung-jan        | 2–6, 1-6      |
| 7.  | 6 giugno 2010     | Sarajevo Ladies Open, Sarajevo                | Terra rossa | Liana Ungur          | 3–6, 0–6      |
| 8.  | 12 settembre 2010 | TEAN International, Alphen aan den Rijn       | Terra rossa | Julia Schruff        | 0-6, 3-6      |
| 9.  | 11 agosto 2013    | Flanders Ladies Trophy Koksijde, Koksijde     | Terra rossa | Richèl Hogenkamp     | 4-6, 1-6      |
| 10. | 9 febbraio 2014   | Launceston Tennis International, Launceston   | Cemento     | Olivia Rogowska      | 7-5, 4-6, 0-6 |

#### Doppio

##### Vittorie (14)
| Torneo 100 000 $ (0) |
| Torneo 75 000 $ (2)  |
| Torneo 50 000 $ (2)  |
| Torneo 25 000 $ (10) |
| Torneo 15 000 $ (0)  |
| Torneo 10 000 $ (0)  |

| N.  | Data              | Torneo                                                                                                 | Superficie    | Compagno             | Avversari in finale                          | Punteggio           |
| 1.  | 20 settembre 2008 | Torneo Internacional Ciudad De Alcorcon, Madrid                                                        | Cemento       | Julie Coin           | Julija Bejhel'zymer Anastasija Poltoratskaya | 6–3, 6-4            |
| 2.  | 20 dicembre 2008  | Al Habtoor Tennis Challenge, Dubai                                                                     | Cemento       | Maša Zec Peškirič    | Elena Chalova Valerija Savinykh              | 7–6(6), 3-6, [10-3] |
| 3.  | 26 settembre 2009 | Torneo Internacional Ciudad de Alcorcón, Madrid                                                        | Cemento       | Nina Bratčikova      | Claire Feuerstein Constance Sibille          | 6-2, 6-4            |
| 4.  | 5 dicembre 2009   | William Loud Bendigo International, Bendigo                                                            | Cemento       | Arina Rodionova      | Jocelyn Rae Emelyn Starr                     | 6–3, 7–6(3)         |
| 5.  | 6 febbraio 2010   | Open GDF Suez de Belfort, Belfort                                                                      | Sintetico (i) | Elena Bovina         | Nikola Hofmanová Karina Pimkina              | 6–2, 2-6, [10-6]    |
| 6.  | 6 marzo 2010      | Pavlov Cup, Minsk                                                                                      | Cemento (i)   | Elena Bovina         | Maret Ani Vitalija D'jačenko                 | 6–0, 6–1            |
| 7.  | 27 marzo 2010     | Spring Cup, Mosca                                                                                      | Sintetico (i) | Nina Bratčikova      | Ljudmyla Kičenok Nadežda Kičenok             | 6(4)–7, 6-2, [10-3] |
| 8.  | 15 maggio 2010    | Internazionali Femminili di Tennis Città di Caserta, Caserta                                           | Terra rossa   | Kacjaryna Dzehalevič | Nicole Clerico Rebecca Marino                | 6–3, 6-3            |
| 9.  | 5 giugno 2010     | Sarajevo Ladies Open, Sarajevo                                                                         | Terra rossa   | Iryna Burjačok       | Nicole Clerico Karolina Kosińska             | 6–1, 6–1            |
| 10. | 3 luglio 2010     | Internationaler Württembergische Damen-Tennis-Meisterschaften um den Stuttgarter Stadtpokal, Stoccarda | Terra rossa   | Mandy Minella        | Magdalena Kiszczyńska Erika Sema             | 6–3, 6-4            |
| 11. | 25 settembre 2010 | AEGON Pro Series Shrewsbury, Shrewsbury                                                                | Cemento (i)   | Vitalija D'jačenko   | Claire Feuerstein Vesna Manasieva            | 4-6, 6-4, [10-6]    |
| 12. | 16 ottobre 2010   | Open GDF SUEZ de Touraine, Joué-lès-Tours                                                              | Cemento (i)   | Tatjana Malek        | Stéphanie Cohen-Aloro Selima Sfar            | 6-4, 5-7, [10-8]    |
| 13. | 20 novembre 2010  | Ritro Slovak Open, Bratislava                                                                          | Cemento (i)   | Emma Laine           | Claire Feuerstein Valerija Savinykh          | 6–4, 6–4            |
| 14. | 13 settembre 2011 | Open Diputación Ciudad de Pozoblanco, Pozoblanco                                                       | Cemento       | Nina Bratčikova      | Marina Mel'nikova Sofia Šapatava             | 6-2, 6-4            |

##### Finali perse (9)
| Torneo 100 000 $ (0) |
| Torneo 75 000 $ (0)  |
| Torneo 50 000 $ (4)  |
| Torneo 25 000 $ (5)  |
| Torneo 15 000 $ (0)  |
| Torneo 10 000 $ (0)  |

| N. | Data              | Torneo                                    | Superficie  | Compagno            | Avversari in finale                 | Punteggio        |
| 1. | 7 ottobre 2006    | Open GDF SUEZ Nantes Atlantique, Nantes   | Cemento (i) | Sabine Lisicki      | Rebecca Llewellyn Melanie South     | 2-6, 0-6         |
| 2. | 27 settembre 2008 | ITF Granada Trofeo Mapfre, Granada        | Cemento     | Regina Kulikova     | Leticia Costas Maite Gabarrus       | walkover         |
| 3. | 11 settembre 2010 | TEAN International, Alphen aan den Rijn   | Terra rossa | Ksenija Lykina      | Daniëlle Harmsen Bibiane Schoofs    | 3-6, 2-6         |
| 4. | 11 giugno 2011    | Internazionali Regione Molise, Campobasso | Terra rossa | Ani Mijacika        | Mailen Auroux María Irigoyen        | 2-6, 6-3, 4-6    |
| 5. | 16 luglio 2011    | ITF Women's Circuit Caceres, Cáceres      | Cemento     | Victoria Larrière   | Richèl Hogenkamp Maria João Koehler | 4–6, 4–6         |
| 6. | 27 agosto 2011    | ITK Open, Istanbul                        | Cemento     | Sandra Klemenschits | Julie Coin Eva Hrdinová             | 4-6, 5-7         |
| 7. | 15 ottobre 2011   | Open GDF SUEZ de Touraine, Joué-lès-Tours | Cemento     | Eirini Georgatou    | Ljudmyla Kičenok Nadežda Kičenok    | 2-6, 0-6         |
| 8. | 20 ottobre 2012   | Open GDF Suez Région Limousin, Limoges    | Cemento (i) | Stefanie Vögele     | Magda Linette Sandra Zaniewska      | 1-6, 7-5, [5-10] |
| 9. | 26 aprile 2014    | Seoul Open Women's Challenger, Seul       | Cemento     | Kristýna Plíšková   | Chan Chin-wei Chuang Chia-jung      | 4–6, 3–6         |

### Risultati in progressione
| Sigla | Risultato               |
| ----- | ----------------------- |
| V     | Vincitore               |
| F     | Finalista               |
| SF    | Semifinalista           |
| O     | Oro olimpico            |
| A     | Argento olimpico        |
| SF    | Bronzo olimpico         |
| QF    | Quarti di Finale        |
| 4T    | Quarto turno            |
| 3T    | Terzo turno             |
| 2T    | Secondo turno           |
| 1T    | Primo turno             |
| RR    | Round Robin             |
| LQ    | Turno di qualificazione |
| A     | Assente                 |
| ND    | Non disputato           |

| Legenda superfici    |
| -------------------- |
| Cemento              |
| Terra battuta        |
| Erba                 |
| Superficie variabile |

#### Singolare nei tornei del Grande Slam
| Torneo             | 2009 | 2010 | 2011 | 2012 | 2013 | 2014 |
| ------------------ | ---- | ---- | ---- | ---- | ---- | ---- |
| Australian Open    | A    | A    | Q1   | 1T   | Q1   | A    |
| Open di Francia    | 1T   | Q1   | Q1   | 2T   | 1T   | Q2   |
| Wimbledon          | A    | A    | A    | Q3   | Q1   | Q3   |
| US Open            | A    | Q1   | A    | Q3   | Q1   | Q3   |
| Vittorie-sconfitte | 0-1  | 0-0  | 0-0  | 1-2  | 0-1  | 0-0  |

#### Doppio nei tornei del Grande Slam
| Torneo             | 2010    | 2011    | 2012    | 2013    |
| ------------------ | ------- | ------- | ------- | ------- |
| Australian Open    | Assente | Assente | Assente | Assente |
| Open di Francia    | 1T      | 1T      | 1T      | 1T      |
| Wimbledon          | Assente | Assente | Assente | Assente |
| US Open            | Assente | Assente | Assente | Assente |
| Vittorie-sconfitte | 0-1     | 0-1     | 0-1     | 0-1     |

#### Doppio misto nei tornei del Grande Slam
Nessuna partecipazione